# Dolichurus rubripyx
Dolichurus rubripyx är en  stekelart som beskrevs av Arnold 1928. Dolichurus rubripyx ingår i släktet Dolichurus och familjen Ampulicidae. Inga underarter finns listade i Catalogue of Life.